# Ubi primum (Benedetto XIV)
Ubi primum  è la prima enciclica di papa Benedetto XIV, datata 3 dicembre 1740.
Nella storia della Chiesa cattolica, questo documento è particolarmente importante in quanto per la prima volta il Papa lo intitola « Epistola Encyclica et Commonitoria ad omnes Episcopos », inaugurando in tal modo la serie delle Encicliche, come s'intende nei tempi moderni, ossia lettere circolari destinate a tutto il mondo cattolico.
Con questa enciclica il Papa invita tutti i Vescovi ad adempiere scrupolosamente ai propri compiti e a preparare con cura i candidati al sacerdozio.